# Vincent-Froideville
Vincent-Froideville é uma comuna francesa na região administrativa da Borgonha-Franco-Condado, no departamento de Jura. Estende-se por uma área de 11.69 km². Em 2010 a comuna tinha 399 habitantes (densidade: 34,1 hab./km²).
Foi criada em 1 de abril de 2016, a partir da fusão das antigas comunas de Vincent e Froideville.